# Pésicos
Pésicos (em latim: Pesici) foram um dos povos ástures que habitou a região ocidental das Astúrias, entre os rios Nolón e Navia. Faziam fronteira com os galaicos albiões e cibarcos a oeste, os lugões a leste e os ástures cismontanos ao sul. Hoje, seu território corresponderia às comarcas leonesas de Babia, Omanha e Laciana e seu principal assentamento era Flavionávia, próximo da atual Santianes de Pravia.